# Bolivia ai Giochi della XXXI Olimpiade
La Bolivia ha partecipato ai Giochi della XXXI Olimpiade, che si sono svolti a Rio de Janeiro, Brasile, dal 5 al 21 agosto 2016, con una delegazione di dodici atleti impegnati in cinque discipline. Portabandiera alla cerimonia di apertura è stata la marciatrice Ángela Castro.
Si è trattato della quattordicesima partecipazione di questo paese ai Giochi estivi. Così come nelle precedenti edizioni, non sono state conquistate medaglie.